# Alnwick Garden

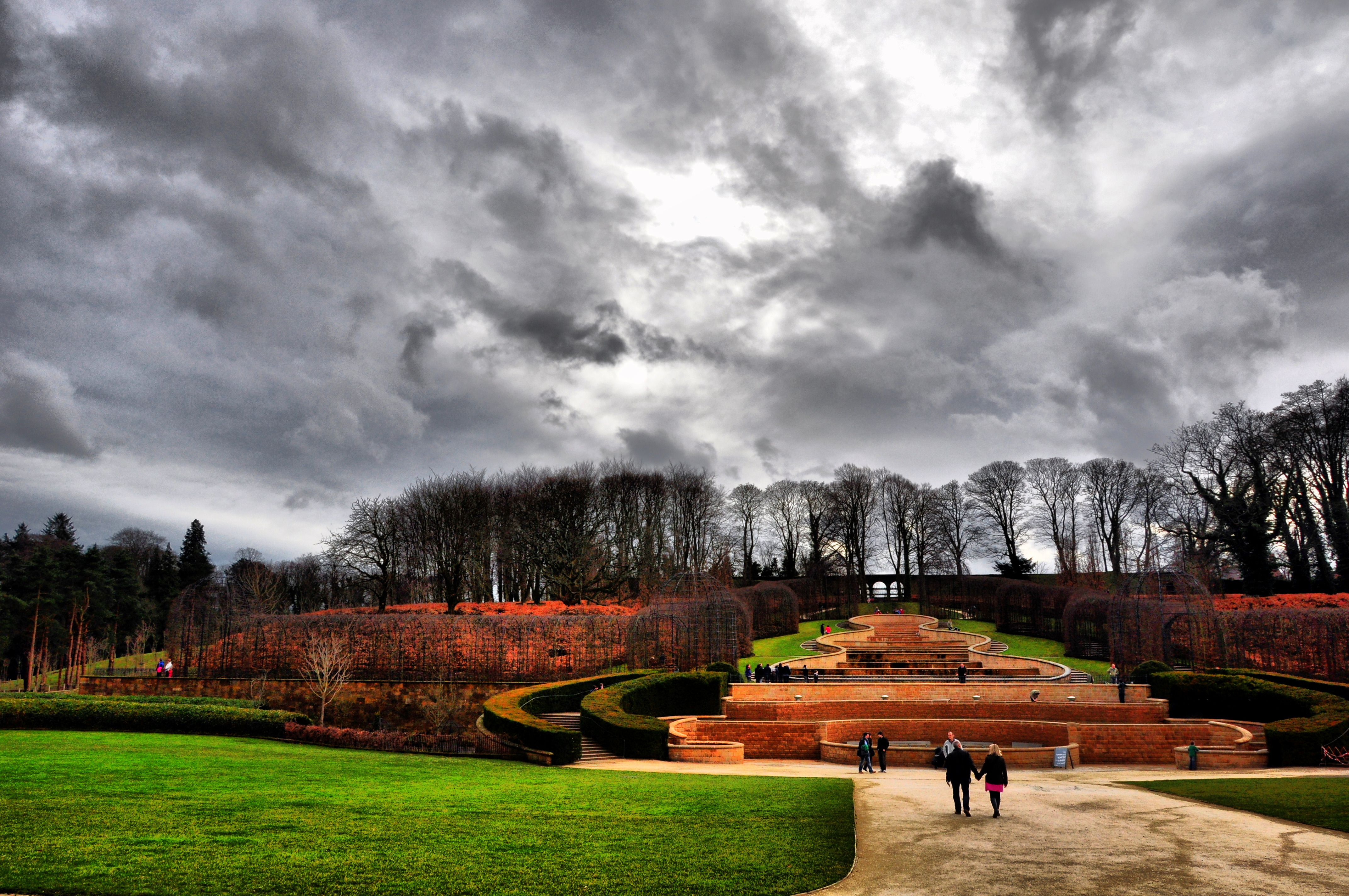
Alnwick Gardens

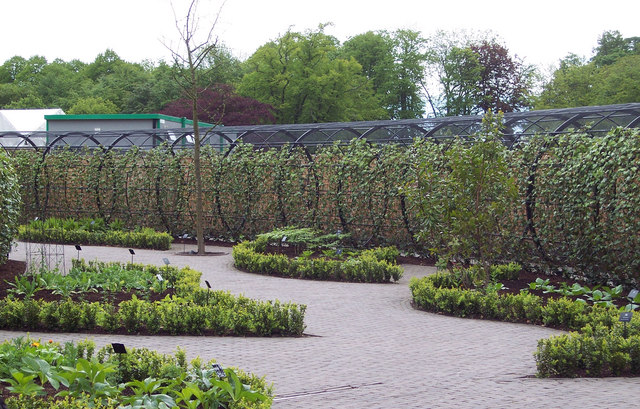
The Poison garden

Der Alnwick Garden ist ein Komplex von Gartenanlagen bei Alnwick Castle, Northumberland, England. Er gehört mittlerweile einer Stiftung.
Die erste Gartenanlage geht auf das Jahr 1750 zurück.
In einem Abschnitt des Gartens, der aus Sicherheitsgründen nur mit Führer und nach einer Sicherheitsbelehrung betreten werden darf – der so genannte Poison garden („Garten der Gifte“) –, werden mehr als 100 Arten von Giftpflanzen, wie beispielsweise Eisenhut, Ricinus communis, Goldregen, Rhododendren, Lorbeerkirsche, Schneerose, Eiben u. a. m. kultiviert.